# Rocca Meli Lupi di Soragna
Die Rocca Meli Lupi di Soragna ist eine mittelalterliche Burg in Soragna in der italienischen Region Emilia-Romagna. Sie liegt an der Piazza Bonifacio Meli Lupi 5 und wurde zwischen dem 16. und dem 19. Jahrhundert in eine elegante Adelsresidenz umgewandelt.
Das Gebäude gehört immer noch den Fürsten Meli-Lupi, die das Fürstentum Soragna bis zur Abschaffung des Feudalismus auf Befehl des französischen Kaisers Napoleon 1805 regierten.

## Geschichte

### Die Burg der Pallavicini
Die Verteidigungsburg in der Gegend ließ Markgraf Adalbert I. von Mailand, Sohn von Oberto I. der Obertenghi, 985 errichten. 962 schrieb dieser der Kaiser des Heiligen Römischen Reiches, Otto I., die Ländereien zwischen Soragna und Busseto zu. Genau im Inneren dieser Burg vollstreckte Adalbert das Testament seines Sohnes Oberto III., Vater von Adalbert II. Pallavicino.
1077 investierte der König von Italien, Heinrich IV., Hugo und Fulco I. d’Este in einen Teil der Ländereien von Soragna, der 1090, nach der Aufteilung zwischen den beiden Brüdern, Fulco zugeteilt wurde. In den folgenden Jahren wurde der Markgraf Oberto Pallavicino, genannt „Pelavicino“, der einzige Lehensherr, vielleicht durch einen Austausch und eine Übereinkunft mit den D’Estes. 1145 gab Oberto Pallavicino alle Höfe, die er im Gebiet von Parma besaß, an die Stadt Piacenza ab, die ihn in diese Lehen im Tausch gegen den Eid der Vassallenschaft offiziell investierte.
1186 wurde die Festung von den vereinigten Truppen der Guelfen aus Parma und Cremona angegriffen und im Zuge der Kämpfe mit den Truppen aus Piacenza und Fidenza zerstört. Die Herrschaftsrechte wurden den Pallavicini dennoch bestätigt, als der Markgraf Oberto Pallavicino sie von Kaiser Friedrich Barbarossa verliehen bekam.

### Die Burg der Lupis
1198 brachte eine Heirat der Familie Lupi den Besitz des Lehens ein. Sie leiteten Umbauarbeiten an der Burg ein, die „Castrum Novum“ genannt wurde, im Unterschied zum „Castrum Vetus“ in Castellina, das noch den Pallavicini gehörte. Hugo, Sopramonte, Rolando und Guido Lupi erbten die väterlichen Güter 1237.
1266 wurde die Burg von den Guelfen aus Parma erobert. 1305 verfügten sich die Lupis, die Rossis und die Scorzas, die von Giberto III. da Correggio aus Parma verbannt worden waren, nach Soragna und suchten dort Zuflucht, nachdem sie die Burg erobert hatten. Sobald Giberto III. da Correggio davon erfuhr, unterzog er die Burg einer Belagerung und nach 22 Tagen waren die Besatzer zur Aufgabe gezwungen, die sich dann mit dem Markgrafen von Ferrara, Azzo VIII. d’Este, verbündeten und nach San Secondo flohen, von wo aus sie einige Überfälle im Gebiet von Parma durchführten. 1311 wurde Frieden geschlossen und wahrscheinlich hatten die Lupis die Möglichkeit, wieder auf die Burg von Soragna zu ziehen. Acht Jahre später unternahm Manfredino Pallavicino einen untauglichen Versuch, wieder in Besitz der Burg zu gelangen, die von Markgraf Bonifacio Lupi gehalten wurde.
1345, nach dem Verkauf von Parma an den Markgrafen von Ferrara, Obizzo III. d’Este, durch die Da Correggios, begaben sich die Truppen von Luchino Visconti in das Gebiet von Parma und eroberten und zerstörten in Soragna die Festung. Ugolotto und Raimondino Lupi wandten sich an Kaiser Karl IV., der sie 1347 in das Lehen von Soragna investierte, das in den Rang einer kaiserlichen Markgrafschaft erhoben wurde, sowie in das Gebiet von Castione.
1385 gewährte der Herzog von Mailand, Gian Galeazzo Visconti, Bonifacio und Antonio Lupi das Recht, die Burg wiederaufzubauen. Die Bauarbeiten wurden um 1392 abgeschlossen. 1395 wurde dennoch Niccolò Pallavicino durch den römisch-deutschen König Wenzel in das Lehen von Soragna investiert, ohne dass es ihm gelang, es in Besitz zu nehmen. 1427 versuchte auch sein Sohn Rolando il Magnifico vergeblich, es zu beanspruchen.

### Die Burg der Meli-Lupis
1513 bestimmte der Markgraf Diofebo Lupi, der selbst keine Kinder hatte, als Erben seinen sehr jungen Großneffen Giampaolo I. Meli, den Enkel seiner Schwester Caterina, ein. Im Folgejahr, nach dem Tod von Diofebo Lupi, nahm sein Neffe, Giambattista Meli, Soragna für seinen Sohn in Besitz. Papst Leo X. ließ in seiner Eigenschaft als Herrscher von Parma Burg und Lehen von Soragna einnehmen, um seinen Bruder Giuliano di Lorenzo de’ Medici, den Herzog von Nemours, zum Vikar zu ernennen. Dieser wurde von seinem Neffen, König Franz I. von Frankreich, 1515 in das Lehen investiert. Nach dem Tod von Giuliano de‘ Medici im Folgejahr gelang des „Giambattista Meli“ erneut, sich der Burg zu bemächtigen, aber Philiberta von Savoyen, die Witwe des Herzogs, erhielt vom Papst sofortige Hilfe bei der Vertreibung des Besatzers. Der Markgraf wandte sich an den König von Frankreich und 1518 erreichte er eine Einigung mit der Herzogin, die ihm das Lehen gegen eine große Summe Geldes zurückgab.
1522 bemächtigte sich der Vetter Bonifacio Aldighieri, der Ansprüche auf die Markgrafschaft erhob, der Burg. Nach einiger Zeit gelang es den Melis mit dem Wohlwollen des Königs von Frankreich, ihn aus der Burg zu vertreiben, aber es entstand ein langer Rechtsstreit, in den auch Kaiser Karl V. und zunächst Papst Hadrian VI. und dann Papst Clemens VII. verwickelt waren. Der Kaiser investierte anfangs Gimpaolo Meli in das Lehen, der 1530 an seinen eigenen Familiennamen den seines Großonkels anfügte und so die Dynastie Meli-Lupi begründete, und dann 1534 Bonifacio Aldighieri, der, obwohl es ihm nicht gelang, das Lehen nicht in Besitz zu nehmen, 1539 eine Bestätigung von Papst Paul III. erfuhr. 1542 kaufte Ferrante I. Gonzaga de Rechte von Bonifacio Aldighieri, aber der neue Herzog von Parma, Pier Luigi II. Farnese, übernahm die Verteidigung von Giampaolo Meli und widersetzte sich dem feudalen Handel.
1551 wurde die Burg, die damals durch starke Verteidigungsbauwerke gekennzeichnet war, während des Krieges von Parma angegriffen, aber widerstand diesen Eroberungsversuchen. Später wurde sie endgültig verstärkt, war aber keinen wesentlichen Angriffen mehr ausgesetzt. Aus diesem Grunde wurde sie im 16. Jahrhundert und vor allem im 17. Jahrhundert in eine elegante, barocke Adelsresidenz umgebaut.
1709 erhob Kaiser Joseph I. die Markgrafschaft zu einem Reichsfürstentum mit dem Recht, Münzen zu prägen. Die Meli-Lupis verschönerten die Burg weiter, wobei sie die Architekten Angelo Rasori im 18. Jahrhundert und Antonio Tomba im 19. Jahrhundert mit den Arbeiten betrauten.
1805 wurde das Reichsfürstentum Soragna in der Folge der Edikte Napoleons abgeschafft, aber die Meli-Lupis behielten das Eigentum an der Burg, deren großer Park auf der Rückseite 1833 unter der Leitung des Architekten Luigi Voghera in einen englischen Landschaftsgarten umgestaltet wurde.

## Beschreibung

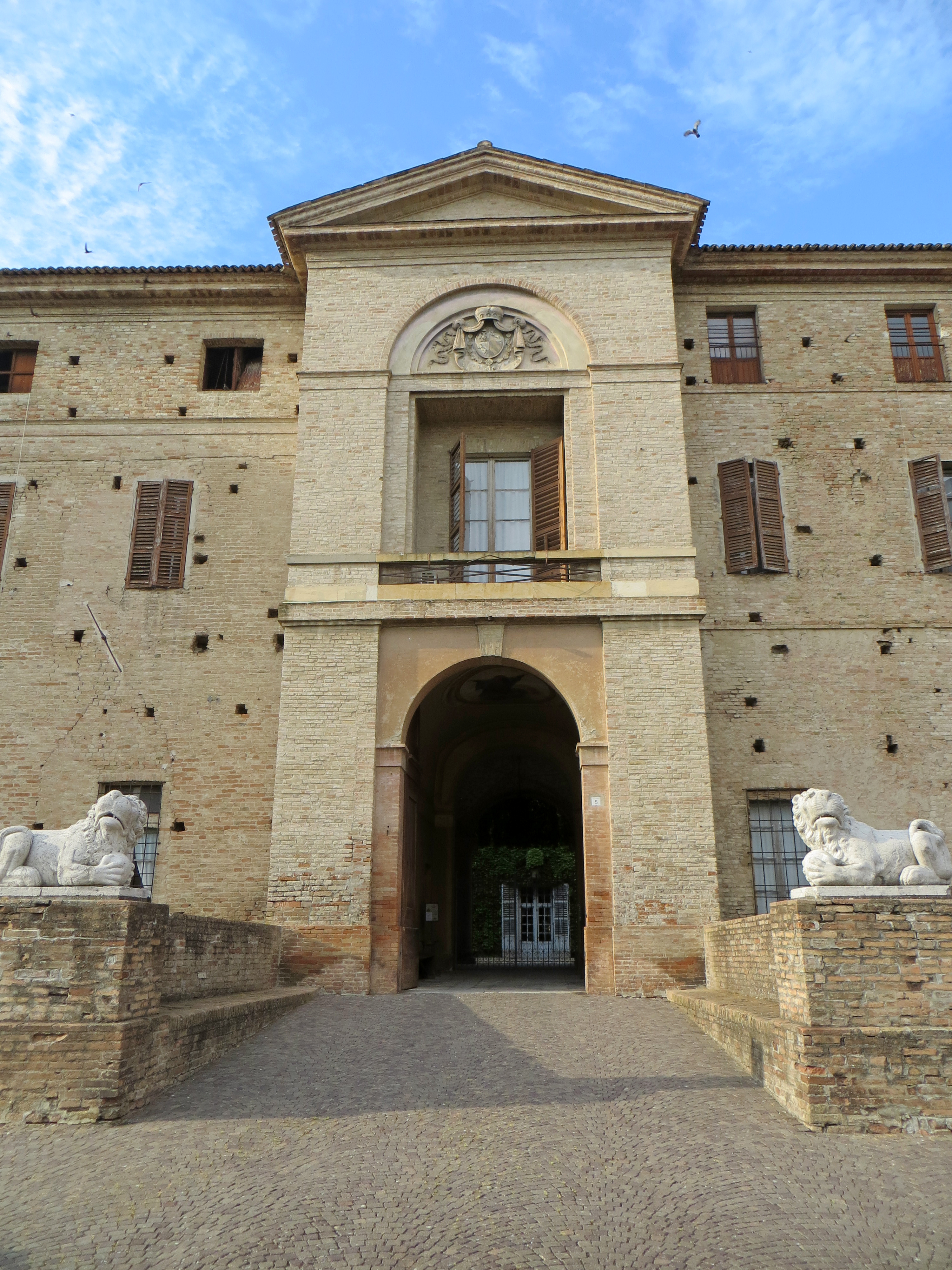
Fassade des mittleren Baukörpers

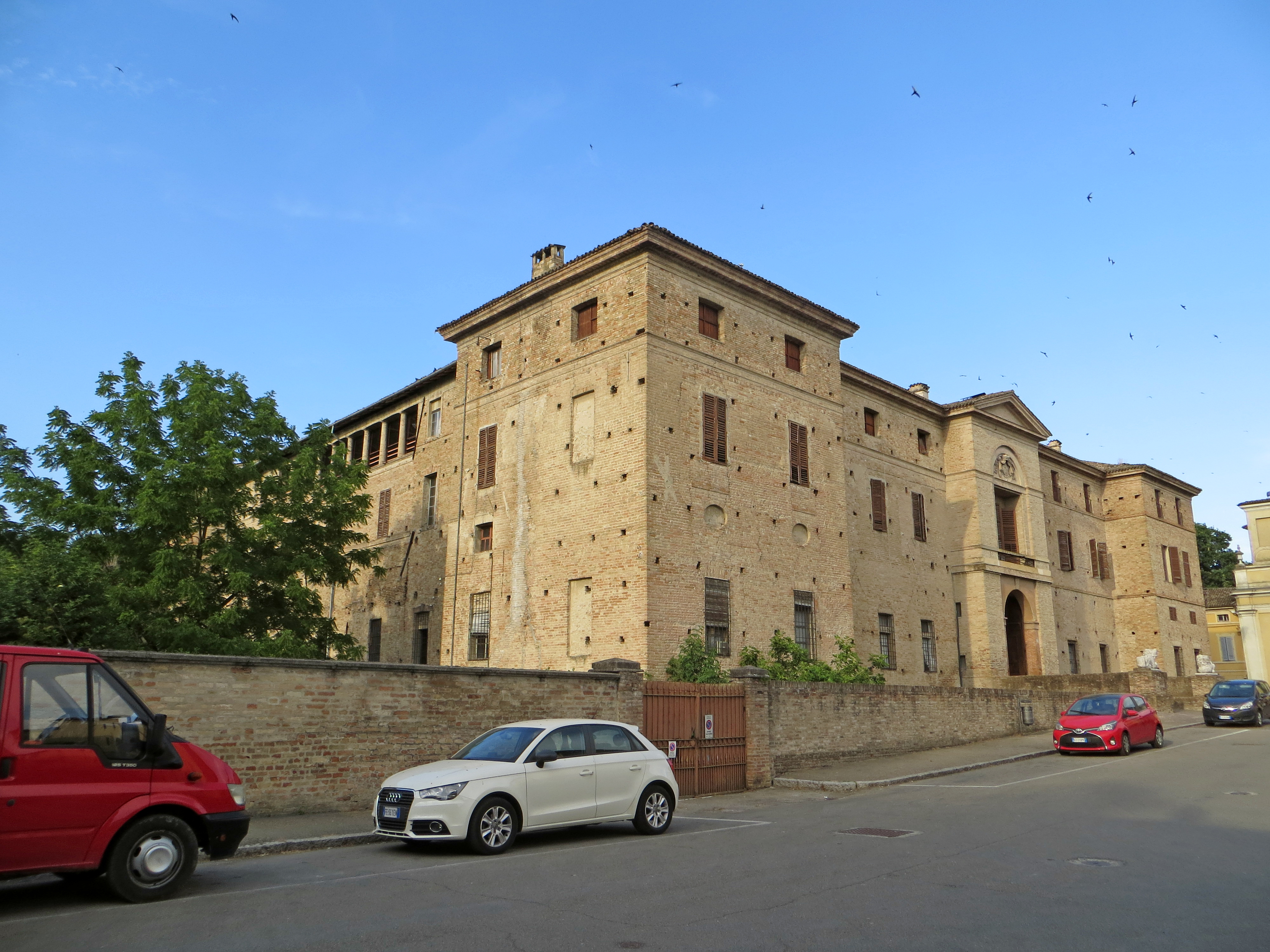
Fassade auf der Westseite

Die Burg erhebt sich symmetrisch auf einem fast quadratischen Grundriss um einen Innenhof in der Mitte. An den vier Ecken sind darüber hinaus quadratische Türme aufgebaut, während in der Mitte der Hauptfassade sich ein fünfter, schmalerer Eingangsturm erhebt. Auf den drei Stirnseiten tut sich ein tiefer, trockener Burggraben auf. Auf der Rückseite ist an den Nordwestturm ein langes Gebäude angeschlossen, das die Burg mit der Kapelle „Santa Croce“ verbindet und sich schließlich nach Westen fortsetzt, um am neugotischen Fort zu enden, das sich an den Ufern eines kleinen, romantischen Sees erhebt.

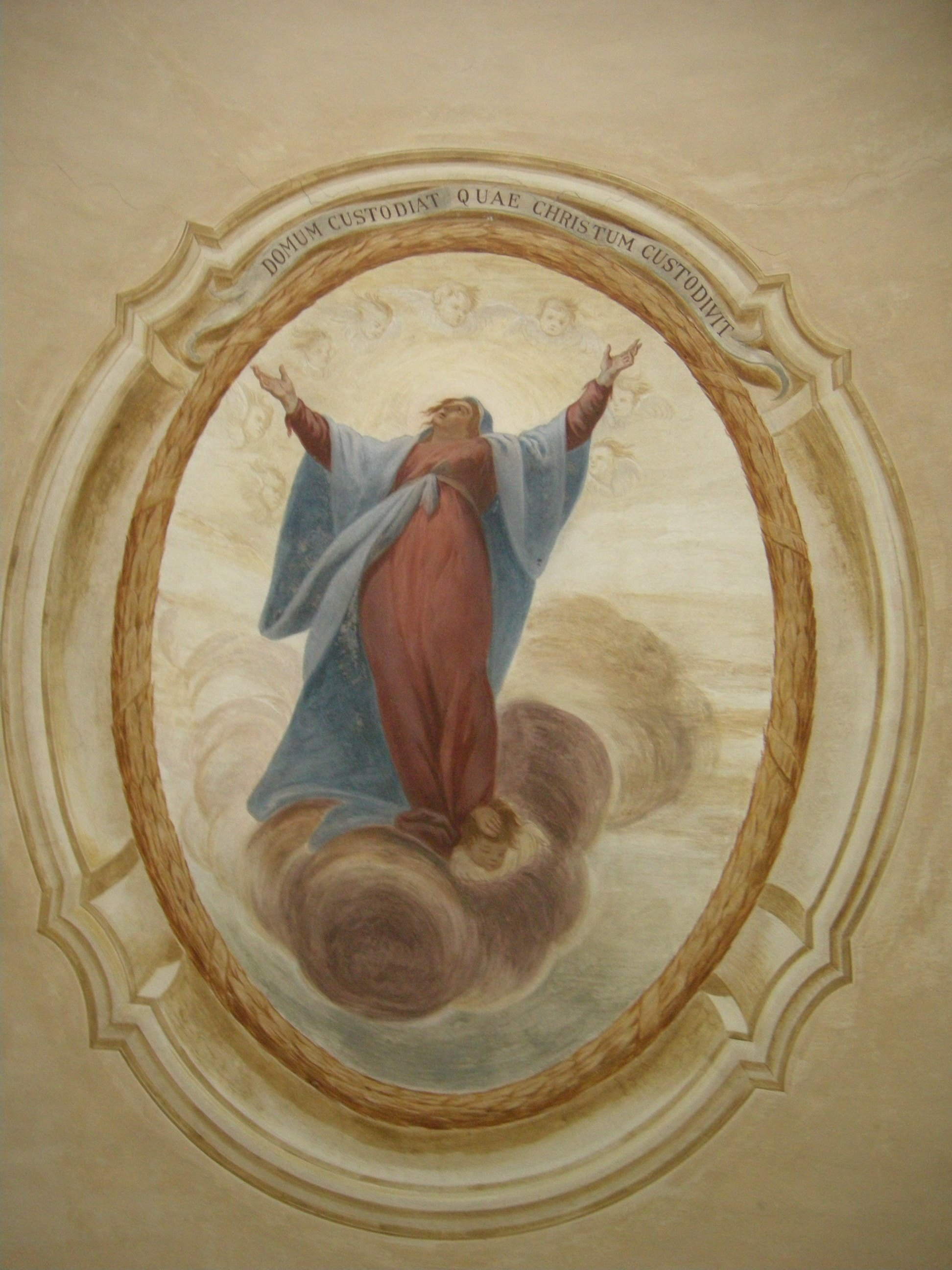
Mariae Verkündigung auf dem Gewölbe des Empfangssalons

Die, wie der Rest des Gebäudes, vollständig im Mauerwerk ausgeführte Hauptfassade ist über eine gemauerte Brücke zu erreichen, die im 17. Jahrhundert als Ersatz für die alte Zugbrücke errichtet wurde. Auf den Seiten sind zwei hohe Ziegelsockel als Basis für so viele große Steinlöwen aufgebaut. Die Fassade ist durch die drei Türme in fünf Baukörper gleicher Höhe aufgeteilt, die sich über drei Stockwerke, getrennt durch dünne Gesimse, und dazu ein Tiefparterre erheben. Das untere Geschoss, das durch eine Maueranschrägung gekennzeichnet ist, öffnet sich direkt in den Graben.

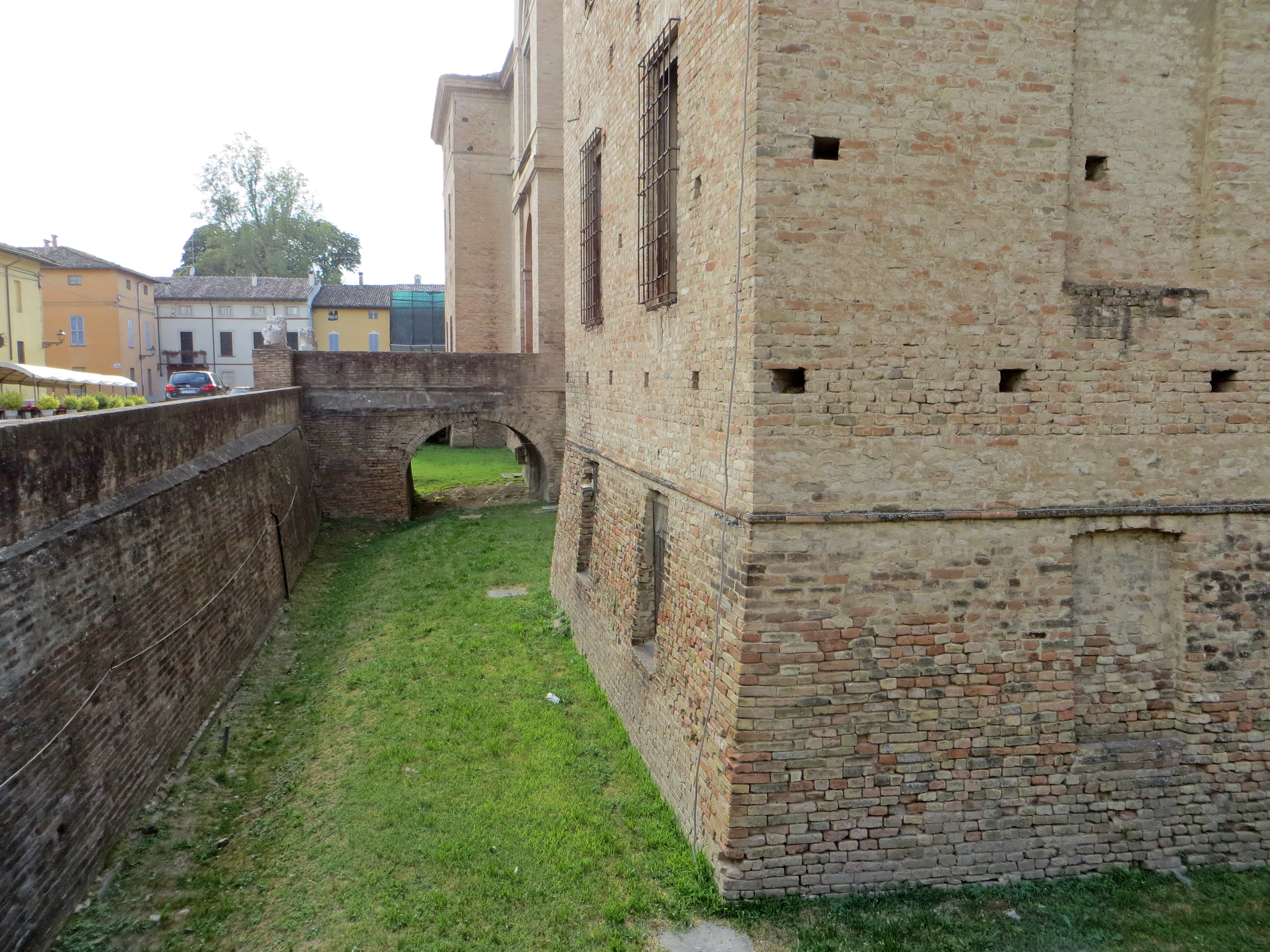
Burggraben und Zugangsbrücke

Am mittleren Turm, der im Zuge des Umbaus der Burg in einen Adelspalast im 17. Jahrhundert errichtet wurde, liegt über dem breiten Rundbogeneingangstor ein kleiner, versunkener Balkon im Obergeschoss, über dem in der Mitte eines zweiten Bogens ein großes Wappen der Herzöge Meli-Lupi hervorsticht. Ganz oben am Eingangsturm erhebt sich ein breites, dreieckiges Tympanon in klassischer Art.
Die Seitenfassaden sind ebenfalls durch die hervorspringenden Ecktürme gekennzeichnet und übernehmen die Merkmale der Hauptfassade fast unverändert. Die Westfassade unterscheidet sich von den anderen durch eine Loggia im obersten Stockwerk.
Der Empfangssalon ist mit einer Tonnengewölbedecke versehen, die mit einem großen Oval mit Fresken verziert ist. Das Bild zeigt Mariä Verkündigung und besitzt den Schriftzug „Domum custodiat quae Christum custodivit“ (dt.: Bewahre das Haus, das Christus bewahrt hat).

### Innenhof in der Mitte und Vorhalle

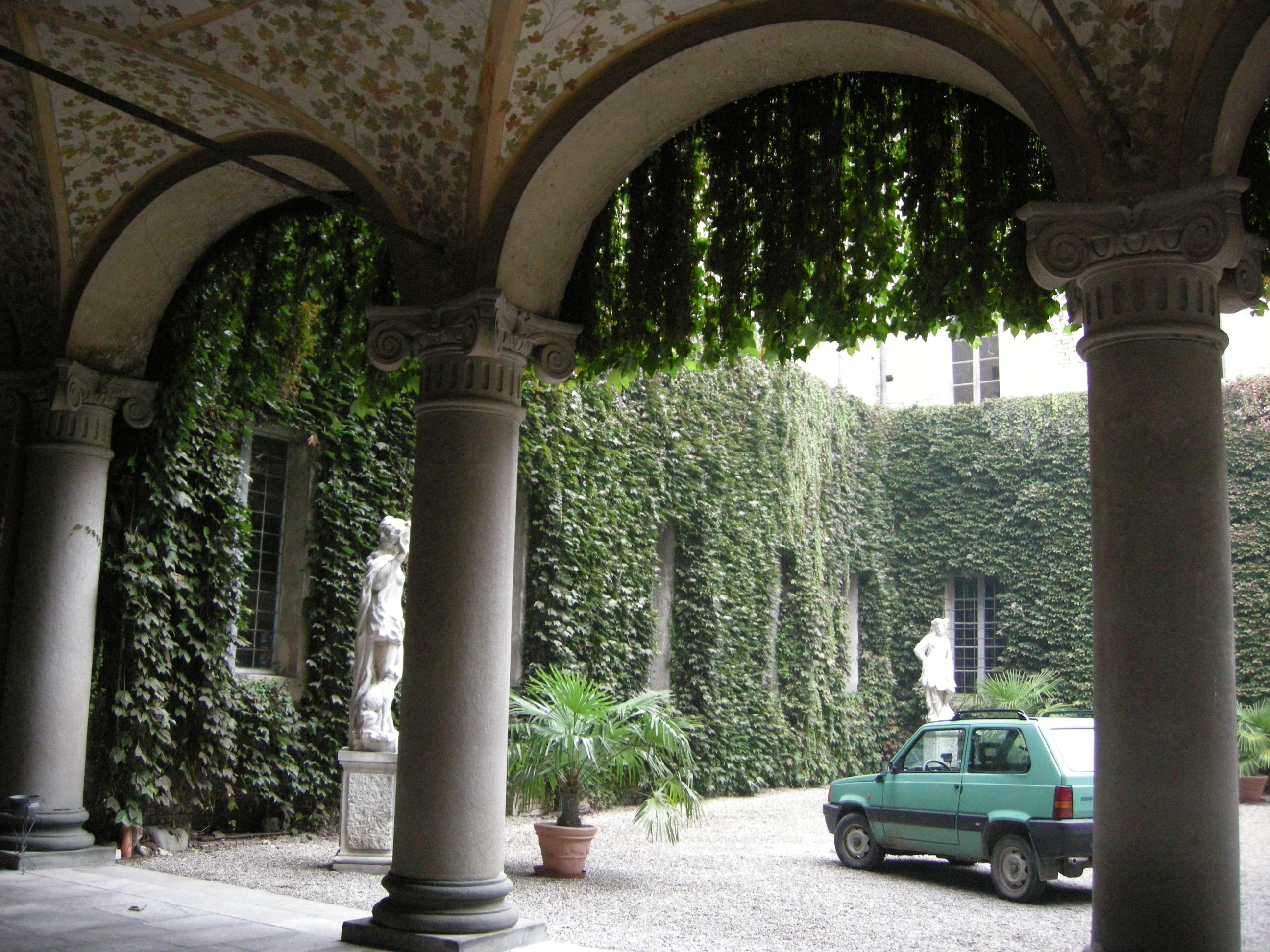
Vorhalle und Hof

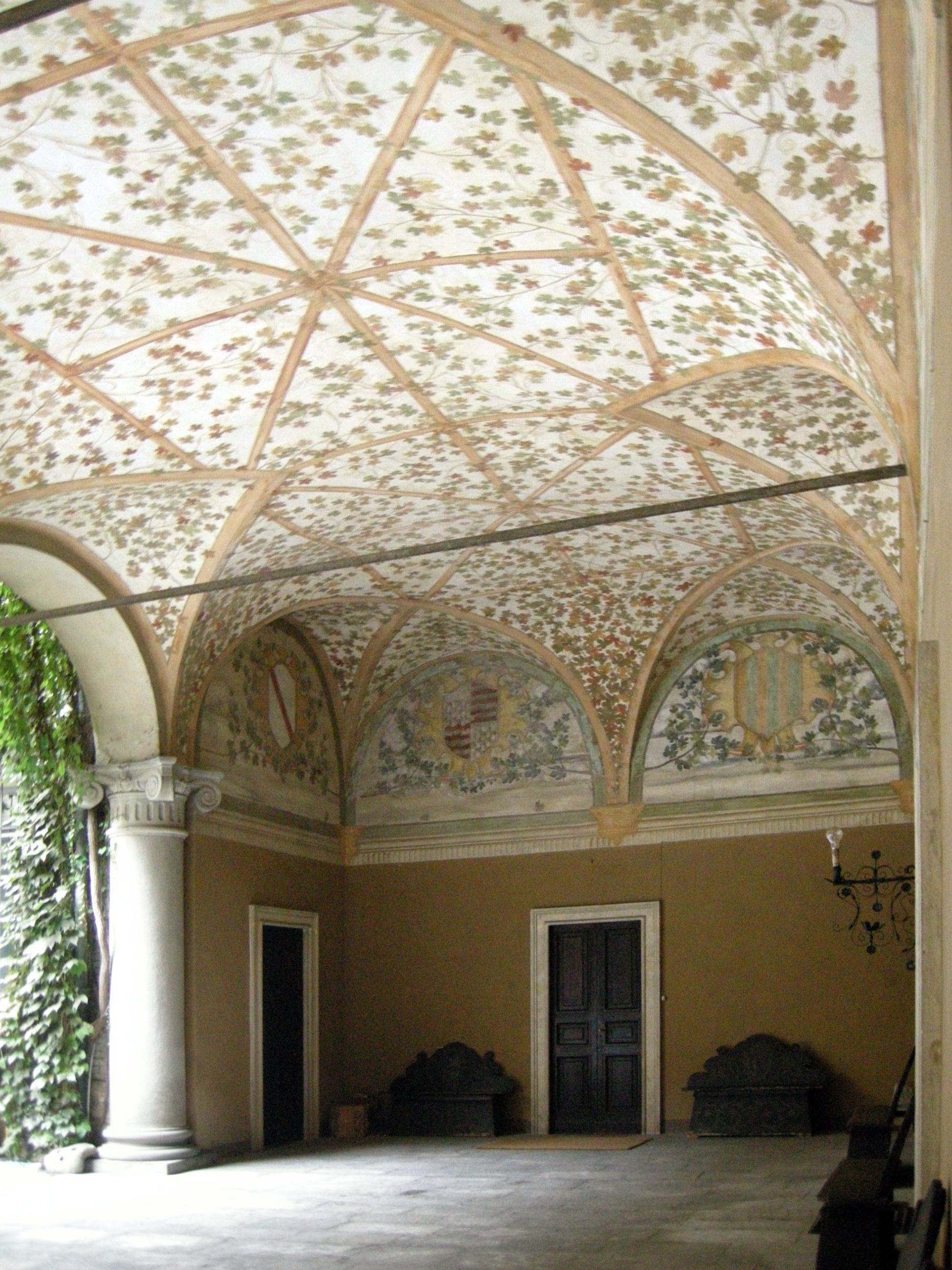
Vorhalle und Zugang zum rechten Flügel

Innen liegt vor dem Hof in der Mitte eine elegante Vorhalle mit Korbbögen, die sich, gestützt von massigen, ionischen Steinsäulen aus Sarnico, über die südliche Eingangsseite erstreckt. Das Klostergewölbe mit Lünetten an der Decke ist mit Fresken verziert, die 1446 geschaffen wurden und Triebe und Äste von Weinreben darstellen, wogegen die breiten Lünetten an den Wänden mit den Wappen der Adelshäuser bemalt sind, die sich im Laufe der Jahrhunderte mit den Meli-Lupis verbunden haben.
Der Innenhof, der durch vier Statuen an den Ecken bereichert wird, ist auf der Höhe des Erdgeschosses an den Umfassungswänden mit einer dichten Wand aus Schlingpflanzen bedeckt.

### Säle im rechten Flügel

#### Baglione-Saal

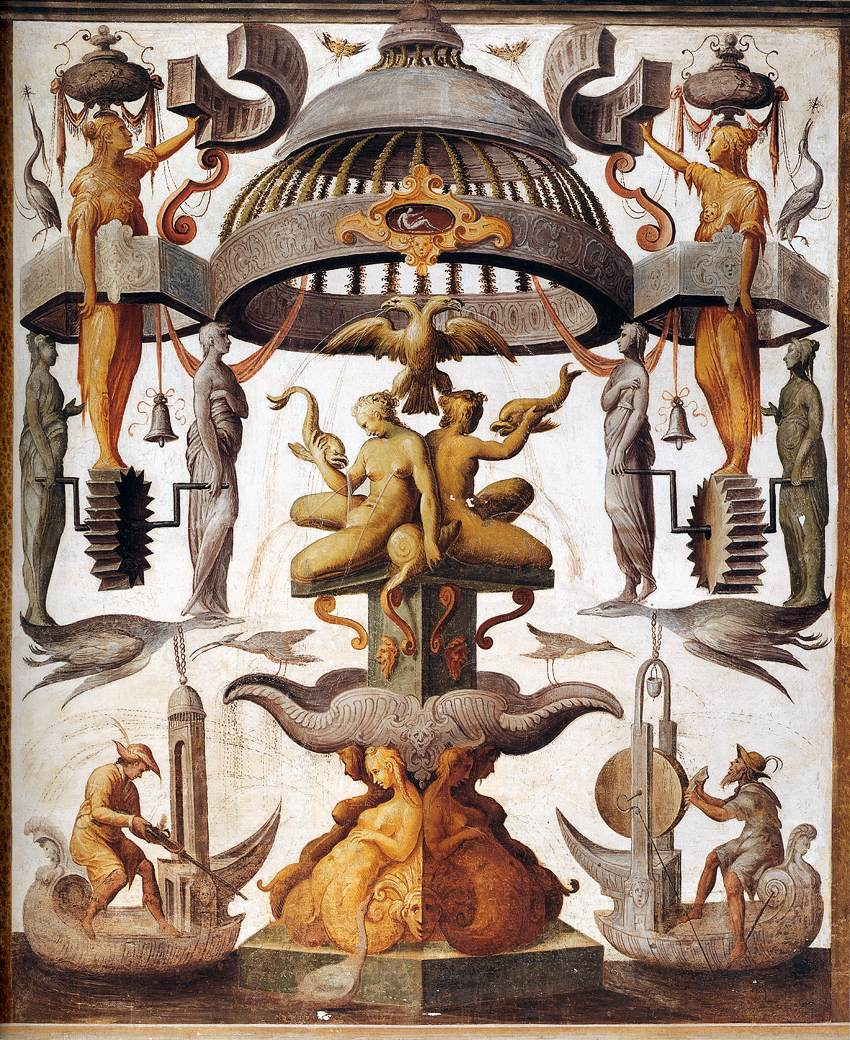
Detail der Fresken im Sala del Baglione

Der große Raum, der auch „Sala delle Grottesche“ genannt wird, ist durch Renaissancefresken mit Grotesken gekennzeichnet, die die Wände und das Deckengewölbe vollständig bedecken. Die Malereien, die heute in perfektem Erhaltungszustand sind, wurden 1580 vom Maler Cesare Baglioni geschaffen, die von den typischen römischen Wandmalereien des augustanischen Zeitalters inspiriert sind. Dort sind männliche und weibliche Figuren innerhalb einer phantastischen Architektur abgebildet, manchmal hybrid und monströs, exotische und erfundene Tiere, Instrumente und Wappen und darüber hinaus kleine Kameen von Landschaften. In der Mitte des Gewölbes sticht das große Emblem der Herzöge Farnese.
Außerdem ist der Saal mit einem großen, steinernen Kamin und alten Möbeln geschmückt; letztere umfassen Truhen aus verschiedenen Epochen, Mensatische und Stühle. Von großem Wert zeigt sich schließlich eine Nische, die durch zwei große Holztüren verschlossen ist, die mit Grotesken bemalt sind; man nimmt an, dass sie ursprünglich als Altar diente, da sie innen mit religiösen Motiven dekoriert ist.

#### Gelber Saal
Der Raum, der auch „Sala di Nicolò dell’Abate“ oder „Sala d'Ercole“ heißt, zeichnet sich durch die gelbe Farbe seiner Wände aus, wogegen das Deckengewölbe mit Fresken verziert ist, die Grotesken zeigen, und die verdeckten Lünetten sind mit Landschaften bemalt.
Von besonderem Wert sind die vier freistehenden Fresken auf Leinwand, die die Wände zieren und von dem Maler Nicolò dell’Abbate um 1543 geschaffen wurden. Um die mythologische Figur des Herkules zeigen sie folgende Szenen: „Herkules als Kind erwürgt die Schlangen“, „Herkules schießt den kretischen Stier ab“, „Herkules tötet Cacus“ und „Herkules tötet Antaios“.
Schließlich bereichert das Gemälde „Amor legt den Pfeil in den Bogen ein“ den Raum, das vermutlich ebenfalls von Nicolò dell’Abate geschaffen wurde.

#### Kammer der Braut
Der letzte Raum im rechten Flügel ist die Kammer der Braut, die mit einem Rahmen aus vergoldetem Stuck verziert ist und in der ein Bett mit hölzernem Baldachin steht, den 1801 Carlo Guerrieri und Giovanni Ziglioli anlässlich der Hochzeit des Markgrafen Casimiro I. Meli Lupi mit Anna Grillo di Mondragone geschnitzt haben.
An der gegenüberliegenden Wand sticht ein großes Bildnis des Malers Giovanni Bolla hervor, auf dem „Josef und die Frau des Potiphar“ abgebildet ist. Das Gemälde hat einen barocken, geschnitzten und vergoldeten Holzrahmen, den Lorenzo Aili schuf. In der Nähe ist ein kleiner, aber sehr schön ausgearbeiteter, geschnitzter Holztisch aus dem 17. Jahrhundert platziert, umgeben von zwei vergoldeten Genueser Sesseln von 1780.

### Säle im mittleren Flügel

#### Bocchirale-Saal
Der große Korridor, der direkt vom Innenhof in der Mitte aus zu erreichen ist, öffnet sich auf der entgegengesetzten Seite zum Garten hinter dem Haus, mit dem er über eine doppelzügige Treppe verbunden ist. Das Tonnengewölbe mit Lünetten seiner Decke ist mit Fresken dekoriert, die Grotesken zeigen, und mit einem großen Oval in der Mitte.
Die Wand an einer der Längsseiten ist mit einer großen, französischen Bildwirkerei aus dem 17. Jahrhundert verziert, die ursprünglich aus dem burgundischen Schloss Lux stammt. Der feine Steppstoff zeigt Jahrmärkte und exotische Tiere.
Der Raum ist mit eleganten Möbeln ausgestattet, darunter Sessel, Sofas und lackierte und mit Girlanden geschnitzte Tische im Empirestil, geschaffen von Carlo Guerrieri im Jahre 1801. Dort finden sich auch zwei Büsten, eine von einer männlichen Figur, vermutlich in den ersten Jahren des 16. Jahrhunderts von Antonio Lombardo geschaffen, und eine, die Jesus Christus zeigt, Anfang des 18. Jahrhunderts von Alvise da Cà geschnitzt. Schließlich komplettieren den Raum vier bemalte Terrakottavasen aus dem 18. Jahrhundert und schmiedeeisernes Tor, ein Werk von Giulio Pellegrinelli.

#### Roter Saal
Der durch die rote Farbe seiner Wände gekennzeichnete Raum beherbergt einen der Salon der Burg und ist mit Sofas und Konsolentischen in barockem Stil möbliert.
An den Wänden hängen sechs große, ovale Gemälde, die Landschaften zeigen, Anfang des 16. Jahrhunderts von Brescianino gemalt und mit fein geschnitzten Rahmen von Giuseppe Bosi versehen wurden. Daran schließen sich zwei Porträts an, die den Markgrafen Giampaolo I. Meli Lupi und seine Gattin Ottavia, die aus dem Hause der Rossis kam, zeigen. Auf dem Kamin steht darüber hinaus ein geschnitzter und vergoldeter Holzspiegel, der von Lorenzo Aili und Francesco Peracchi Ende des 17. Jahrhunderts geschaffen wurde.
Den Raum komplettieren einige japanische Vasen aus dem 18. Jahrhundert, die auf einem geschnitzten und in Gold lackierten Sockel nach barockem Geschmack aufgestellt sind.

#### Alter Billardsaal
Der Raum, der auch „Galleria degli Antenati“ genannt wird, ist durch einen großen Billardtisch in der Mitte gekennzeichnet, der im 18. Jahrhundert geschaffen wurde.
An den Wänden oberhalb der alten Bänke hängen zahlreiche Porträts von Familienmitgliedern der Meli-Lupis, darunter das von Cassandra Marinoni, die „Donna Cenerina“ genannt wurde und vermutlich als Gespenst auf der Burg umgeht.
Der Saal wird schließlich durch einen offenen Kamin aus dem 17. Jahrhundert bereichert, den der Bildhauer Alberto Oliva schuf.

#### Stucksaal
Der große, quadratische Raum, den der Architekt Carlo Virginio Draghi 1688 projektierte, zeichnet sich durch bemerkenswerten und besonders reichen Stuck aus, der die Wände und das Deckengewölbe ziert und große Fresken einrahmt. Die Barockverzierungen wurden zur Gänze um 1696 von den Brüdern Ferdinando und Francesco Galli da Bibiena geschaffen.
Die Deckengemälde zeigen eine Reihe von glorifizierenden Szenen des Hauses Meli-Lupi, Condottieri in Diensten des Heiligen Römischen Reiches und der Republik Venedig gegen das Osmanische Reich. Aus diesem Grunde sind an den vier Ecken im Wechsel große Stuckfiguren des kaiserlichen Adlers und des Löwen des Heiligen Markus angebracht.
An den Wänden rahmt der verschwenderisch angebrachte Stuck zahlreiche Fresken ein, auf denen Szenen aus der klassischen Mythologie dargestellt sind.

#### Galerie der Dichter
Die sehr lange Galerie liegt im Nordwestteil der Burg und verbindet diese mit der Heiligkreuz-Kapelle und mit der Festung, die sich zum See des Parks hin öffnet.
Der Korridor ist dreigeteilt und mit verschiedenen Verzierungen versehen:
- der erste, kürzere Teil wurde von den Brüdern Bibbiena dekoriert, die hier barocke Stuckarbeiten und Fresken in perfekter Fortsetzung des benachbarten Stucksaales schufen.[37]
- der zweite, größere Teil mit einer Länge von gut 62 Metern wurde 1792 unter dem Architekten Giovanni Battista Fontana errichtet.[33] Unter dramatischen Gesichtspunkten ist er vollständig mit Fresken dekoriert, die Dichter und klassische Themen in geometrischen Rahmen darstellen, die von dem Maler Giovanni Motta geschaffen wurden.[37]
- der dritte Teil, der im Inneren der kleinen Festung in neugotischem Stil liegt, ist gegenüber den anderen Teilen leicht erhöht. Der mit Fresken um Apollon, dem griechischen Gott der Poesie, allegorisch dargestellt auch mit zahlreichen Schwänen, verzierte Raum öffnet sich auf eine Terrasse zum See und zum englischen Landschaftsgarten hin.[37]

Die Galerie ist darüber hinaus mit 12 Hermen der bekannteren Dichter, nach Nationalität in drei Gruppen geteilt, verziert: Die Italiener Dante Alighieri, Francesco Petrarca, Ludovico Ariosto und Torquato Tasso, die Römer Horaz, Vergil, Ovid und Lucrez und die Griechen Homer, Sophokles, Pindar und Anakreon.

#### Heiligkreuzkapelle

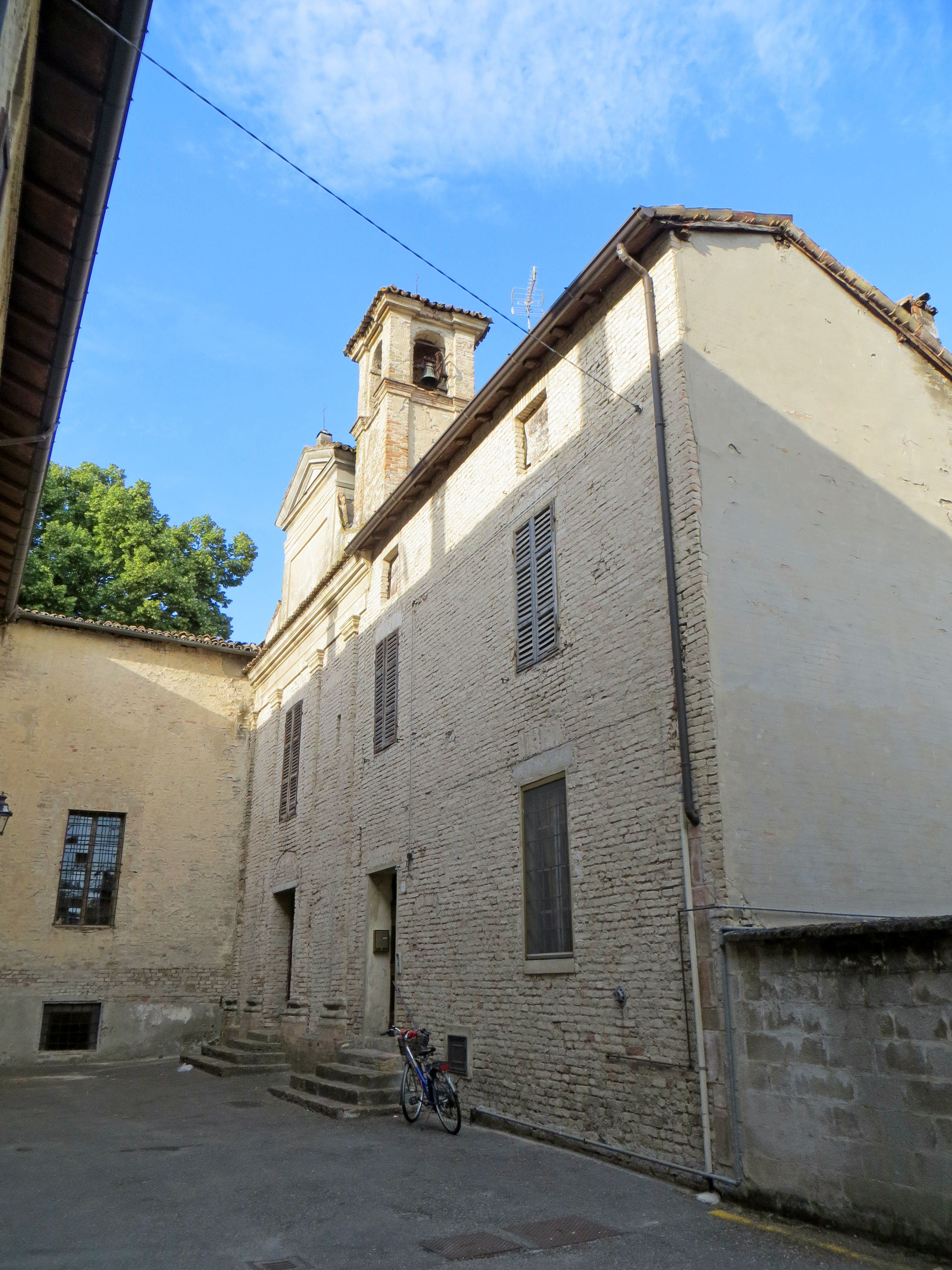
Fassade der Heiligkreuzkapelle

Die barocke Kapelle, in die man durch die Galerie der Dichter oder von der öffentlichen Straße aus gelangt, wurde 1606 unter dem Architekten Vigilante Pedardi errichtet. und zwar im Auftrag von Markgraf Giampaolo Meli-Lupi als Gebetsraum und Grabkapelle für die Mitglieder des Hauses, die hier etwa 200 Jahre lang begraben wurden.
Das Deckengewölbe ist mit Fresken dekoriert, die 1697 vom Maler Giacomo Mercoli geschaffen wurden.
Die ionischen Säulen und der mit verschiedenen Marmorplatten verzierte Altar, der vom Bildhauer Pietro Oliva geschaffen wurde, bereichern den Raum. Auf seiner Rückseite zeigt das große Altarbild die Kreuzigung Jesu, gerahmt von zwei Säulen, die das fein ausgearbeitete Tympanon stützen; es wurde im 18. Jahrhundert von Giovanni Bolla gemalt, der auch das Gemälde schuf, auf dem der Heilige Antonius abgebildet ist. In dem Gebetsraum befindet sich auch ein Gemälde aus dem 17. Jahrhundert, auf dem „Die seelige Jungfrau der Gnade mit Heiligen“ dargestellt ist und das von Giovanni Battista Lazzaroni gemalt wurde, sowie zwei Gemälde der Genueser Schule des 18. Jahrhunderts.
In die Wand auf der rechten Seite ist das gotische Steingrab von Ugolotto Lupi eingemauert, der 1351 verstarb. Das Grabmal wurde 1821 aus der Kirche San Francesco del Prato in Parma entfernt und vom Architekten Antonio Tomba in der Kapelle wieder aufgebaut.
Wertvoll ist auch ein Marmorrelief, auf dem Ecce Homo abgebildet ist und das 1470 im Auftrag des Markgrafen Diofebo Lupi vom Bildhauer Giovanni Antonio Amadeo geschaffen wurde.
Erwähnt werden sollte wegen seiner außergewöhnlichen Inschrift auch das Grab des Markgrafen Francesco Meli-Lupi, der 1669 verstarb: „Hier liegt, um in seinem nackten Grab ohne Kraft zu verrotten, abscheulich stinkend, ein Wolf, um ein himmlisches Lamm zu werden.“

#### Speisesaal
Der dem Stucksaal benachbarte Raum ist auch durch barocken Stuck gekennzeichnet, der die Klostergewölbedecke einrahmt, in deren Mitte ein Fresko des Malers Pietro Ferrari angebracht ist, auf dem der Markgraf Giampaolo III. Meli-Lupi mit seinem Sohn Diofebo 1661, während des Baus der Rochuskapelle am Rande des Parks der Burg, abgebildet ist.
Auf einer Seite liegt der offene Kamin aus rotem Marmor aus Verona, den Alberto Oliva 1689 schuf. Darüber ist ein Holzspiegel, geschnitzt und vergoldet in barockem Stil, angebracht, der vom Ende des 17. Jahrhunderts stammt.
Den Saal bereichern auch vier große Ovale, auf denen Totenfiguren abgebildet sind und die im 18. Jahrhundert von dem Maler Felice Boselli geschaffen wurden. Die geschnitzten und vergoldeten Rahmen stammen von Francesco Seracchi, der auch die große Kommode aus dem 18. Jahrhundert erstellte, die sich auf einer Seite des Raums befindet. Darüber ist eine Reihe von bemalten Platten in Savoneser Stil angebracht, die aus ebenfalls aus dem 18. Jahrhundert stammen.

#### Waffensaal
Der Raum, in den man vom alten Billardsaal aus gelangt, ist mit nüchternen Fresken verziert, die die Wände und die große Kaminkappe aus Stein einrahmen.
Den Saal kennzeichnen zahlreiche Waffen, die aus dem 16. und 17. Jahrhundert stammen. Auf den Umfassungsmauern sind verschiedene Steinschlossgewehre, Hellebarden, Schwerter, Säbel und Helme aufgehängt und außerdem eine spanische Flagge und eine Standarte der Meli-Lupis.
Auf einer Seite des großen Raumes befindet sich schließlich eine eiserne Kanone aus dem 17. Jahrhundert.

#### Galerie der Mönche
Der lange Gang verdankt seinen Namen der Legende, derer zufolge die Mönche aus der Familie Meli-Lupi ihre Zellen am heutigen Korridor, auf dem heute alte Objekte ausgestellt sind.
Auf einer Seite sind zahlreiche Porträts der Farneses aus dem 17. Jahrhundert aufgereiht, ebenso wie verschiedene Drucke von Burgen des Herzogtums Parma und Piacenza im Wechsel mit Vitrinen, die unter anderem Kostüme und Gewänder aus dem 18. Jahrhundert, Ehrungen, alte Waffen und archäologische Funde zeigen.
Schließlich gibt es in diesem Raum neben Möbeln aus dem 18. Jahrhundert eine Portanina (dt.: Transportschrank) ebenfalls aus dem 18. Jahrhundert, eine Wiege mit Intarsien aus dem 19. Jahrhundert, ein Fahrrad ebenfalls aus dem 19. Jahrhundert, einen modernen Kinderwagen, eine alte elektrostatische Maschine und zahlreiche Objekte und Instrumente.

### Säle im linken Flügel

#### Ehrentreppe

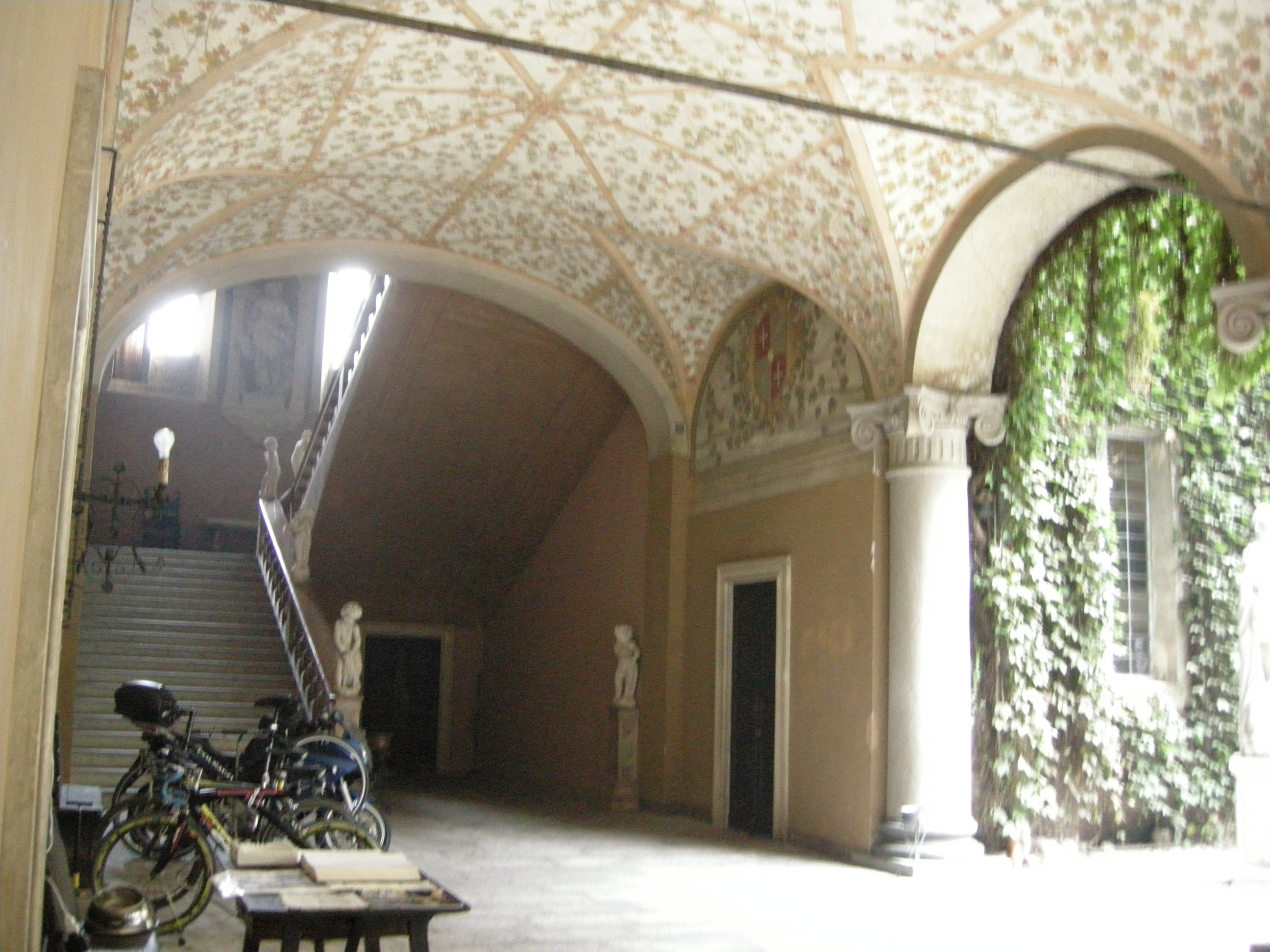
Ehrentreppe

Auf der linken Seite der Vorhalle liegt die monumentale Ehrentreppe, die um das Ende des 17. Jahrhunderts vom Architekten Carlo Virginio Draghi projektiert wurde, der 1694 beim Einsturz eines Gerüstes für die Dekoration des Gewölbes starb.
Die Wände sind vollständig mit Fresken aus dem 17. Jahrhundert verziert, wogegen die Decke 1927 vom Maler Giuseppe Riva im Jugendstil bemalt wurde.
Die große Treppe ist durch eine wertvolle Balustrade in rotem Marmor aus Verona verziert, entlang der sich auf mit Intarsien versehenen Säulen sieben Putten aus weißem Stein erheben.

#### Große Galerie
Die Ehrentreppe führt zur meisterlichen Großen Galerie im ersten Obergeschoss, die auch „Galleria Bibiena“ genannt wird, weil die Verzierungen und Fresken 1696 von den Brüdern Ferdinando und Francesco Galli da Bibiena gestaltet wurden.
Die lange Wand auf der rechten Seite und die Rückwand sind vollständig mit großen Festszenen der Meli-Lupi-Linie bemalt, in denen die wichtigsten Ereignisse dargestellt wurden, darunter die Investitur des Markgrafen Niccolò Meli-Lupi in das Provveditorato von Nauplia auf dem Peloponnes durch den Dogen von Venedig, die Übergabe der Schlüssel für eine griechische Stadt und ein Bankett in der Burg, an dem der Kaiser Karl V. teilnahm.
Darüber hinaus bereichern vier hölzerne Truhen den Raum, die mit einfachen Verzierungen von Angelo Rasori versehen sind und aus dem Palazzo Soragna in Parma kamen.

#### Kleine Galerie
Am Ende der Großen Galerie beginnt die Kleine Galerie, ein Korridor aus dem 18. Jahrhundert, der mit Fresken von Francesco Galli da Bibiena versehen ist.

#### Gonzaga-Galerie
Am anderen Ende der Großen Galerie, anschließend an die Ehrentreppe, öffnet sich die Gonzaga-Galerie, die 1942 vom Maler Tito Poloni gestaltet wurde, der durch Wachsaal des Palazzo Ducale in Sabbioneta inspiriert wurde.

#### Saal der starken Frauen
Der erste Raum im Hauptgeschoss, der 1702 im Auftrag von Markgraf Giampolo Meli Lupi gestaltet wurde, diente ursprünglich als Wachsaal und Vorzimmer des benachbarten, verschwenderischen Thronsaals.
Der große Saal ist vollständig mit Fresken im triumphierenden Barockstil dekoriert, die die Maler Giovanni Bolla und Leonarco Clerici schufen, die dort im Inneren einer falschen Architektur, die zum Himmel hin offen ist, zwei verschiedenen Episoden der Bibel abbildeten, die Frauen beschreiben, die es geschafft hatten, Männer zu töten: „Judith und Holofernes“ und „Jael und Sisera“.
Der Raum, den einige vergoldete, barocke Möbel, geschaffen von Francesco Peracchi, bereichern wird von einem enorm großen offenen Kamin aus rotem Marmor aus Verona an der Wand zum Thronsaal und der monumentalen Gipsfigurengruppe von Giacomo Mercoli darüber dominiert, in deren Mitte ein riesiges Wappen angebracht ist, das aus dem Wappen von Giampaolo IV. Meli-Lupi und seiner Gattin, Ottavia Rossi, zusammengesetzt ist.

#### Thronsaal
Den feierlichen Raum, der an den Wänden mit feinem Brokat und Velours dekoriert ist, dominiert der enorm große, reich geschnitzte und vergoldete Baldachin, von dem rote Vorhänge herabhängen. Darunter zwei meisterliche, barocke Sessel, die von Ottavio Calderoni geschaffen wurden und ursprünglich als Throne fungierten; auch sie sind golden lackiert und mit Velours verziert.
Das Klostergewölbe ist vollständig mit Fresken verziert, die von den Malern Giovanni Bolla und Leonardo Clerici in Fortsetzung derer in den beiden benachbarten Räumen geschaffen wurden.
Auf den Seiten sind darüber hinaus zwei elegante Tische mit Intarsien von Sebastiano Novola positioniert, die von den vergoldeten Statuen von Neptun, Galateia und den Nereiden gestützt werden, realisiert von Michele Fanoli. Darüber sind zwei sehr wertvolle Ebenholzschänke angebracht, die vollständig mit Intarsien aus Elfenbein, Perlmutt und Korallen verziert sind. An den seitlichen Ecken stehen zwei in Gold lackierte Holzstatuen, die den „Frühling“ und den „Herbst“ darstellen und von Lorenzo Aili gegen Ende des 17. Jahrhunderts geschaffen wurden. Auch bereichern zwei Porträts den Saal, die Giampaolo Meli-Lupi und seine Gattin Ottavia Rossi darstellen und mit geschnitzten und vergoldeten Rahmen versehen sind.

#### Schlafzimmer der Brautleute
Die Wände des majestätischen Raumes sind mit feinen Stoffen verkleidet und das Deckengewölbe ist mit Fresken von Giovanni Bolla und Leonardo Clerici verziert und mit einem feinen, vergoldeten Stuckrahmen, geschaffen von Giacomo Mercoli, versehen. Der extreme dekorative Reichtum tritt besonders am Alkoven mit bemalter Decke hervor, der vom Rest des Saales durch ein fein geschnitztes und in Gold lackiertes Tor getrennt ist, und an einer breiten Arkade, die mit geschnitztem und vergoldetem Holzrahmen verziert ist, der 1701 von „Giuseppe Bosi“ geschaffen wurde.
Neben dem in Gold lackierten Bett, über dem ein großer, geschnitzter Baldachin montiert ist, befindet sich ein Prie-dieu von 1743, der von zwei Putten zwischen Kissen gestützt wird.
Auf den Seiten sind zwei bemerkenswerte barocke Tische aufgestellt, die sehr verschwenderisch geschnitzt und vergoldet, sowie mit fein ausgearbeiteten Voluten versehen, sind und von Anzolo Busi geschaffen wurden. Darüber sind zwei große Spiegel angebracht, die einander sehr ähnlich sehen und mit Rahmen aus Muranoglas und Intarsien aus blauem und weißem Kristall versehen sind; sie wurden von Vincenzo della Vedra kreiert.
In den beiden seitlichen Ecken sind in Fortsetzung mit dem Thronsaal zwei vergoldete Holzstatuen von Lorenzo Aili aufgestellt, die den „Winter“ und den „Sommer“ darstellen.
Den dramatischen Anblick des Saales vervollständigt ein offener Kamin, der mit einem reich geschnitzten und vergoldeten Kaminschirm versehen ist. Darüber ist ein breiter Kaminaufsatz mit Spiegeln und verschwenderischen, mit Gold lackierten Holzverzierungen angebracht, der 1739 von Antonio Vernieri angefertigt wurde.

#### Vergoldeter Salon
Das triumphierende Barock erreicht seinen Höhepunkt im kleinen, vergoldeten Salon, dem letzten Raum im Hauptgeschoss. Dieser ist vollständig verziert mit vergoldetem Stuck von Giacomo Mercoli und aufwändigen, in Gold lackierten Holzschnitzereien des Künstlers Giuseppe Bosi aus dem Jahre 1701.
Die goldenen Voluten rahmen an der Decke und an den Wänden Spiegel und drei Porträts ein, auf denen der Markgraf Giampaolo und seine Gattin Ottavia, sowie deren Sohn Giambattista abgebildet sind.
Auch der Bodenbelag ist wegen des Reichtums der von Pietro Oliva eingelegten Marmorplatten von bemerkenswerten Wert; er zeigt ein enorm großes Wappen der Meli-Lupis.
Den Salon bereichern darüber hinaus Bronze-Kristall-Lampen, die direkt mit dem Alkoven und dem Schlafzimmer der Brautleute in Zusammenhang stehen, und die barocken Möbel, darunter ein elegantes, geschnitztes und vergoldetes Sofa und ein mit Chinoiserie lackierter Schreibtisch aus dem 18. Jahrhundert.

### Garten

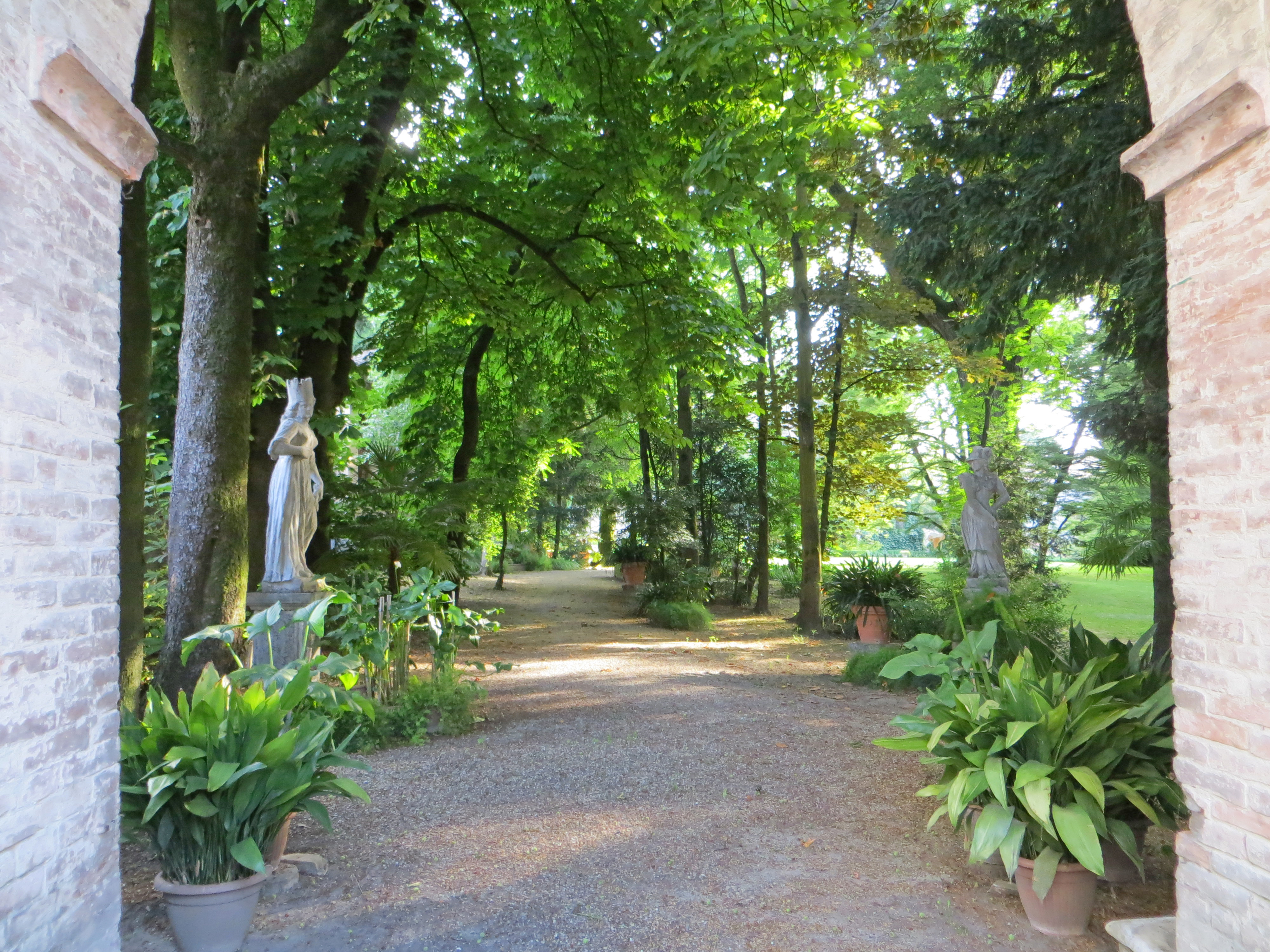
Allee im Park

Der erste Kern des Gartens stammt von 1542 und liegt auf der Rückseite der Burg, wo der Burggraben verfüllt wurde, als die Verteidigungserfordernis nicht mehr bestand.
Im 17. Jahrhundert beauftragten die Meli-Lupis den Architekten Giovanni Bettoli mit der Realisierung eines großen italienischen Gartens, verziert mit Nischen in der Umfassungsmauer, die zahlreiche Statuen aufnahmen, die es heute noch im Park gibt.
1781 wurde der Garten letztmals erweitert und mit neuen Pflanzen bereichert. Erst 1833 erlangte er sein heutiges Aussehen eines englischen Landschaftsgartens mit künstlichem Teich, projektiert von Architekten Luigi Voghera.
Heute erstreckt sich der große Grünraum hinter der Burg Richtung Westen, bis er die kleine Festung mit ghibellinischen Zinnen in neugotischem Stil einrahmt, die die Galerie der Dichter beschließt. Der Teich, der von sehr vielen hohen Bäumen umgeben ist, erstreckt sich bis unter die Terrasse im Inneren Spitzbogenarkaden, die sie stützen. In der Mitte der Wasserfläche liegt die kleine „Isola d’Amore“ (dt.: Liebesinsel) mit zwei künstlichen Grotten, die mit falschen Stalaktiten und Stalagmiten bereichert sind.
Der Garten ist mit der Burg durch eine doppelzügige Treppe verbunden, die zum Bocchireale-Saal führt. Auf ihren Seiten sind sechs Statuen aus dem 18. Jahrhundert aufgestellt, die den „Nil“, den „Ganges“, den „Frühling“, den „Sommer“, den „Herbst“ und den „Winter“ darstellen.
Am östlichen Ende des Parks erhebt sich das „Caféhaus“, ein kleines, klassizistisches Gebäude, das sich zum Park hin mit einer erhöhten Vorhalle öffnet, deren hohe Säulen ein dreieckiges Tympanon stützen. In der Nähe findet sich eine Jahrhunderte alte Schwarznuss von bemerkenswerten Ausmaßen.
An der Nordgrenze erstreckt sich ein elegantes, klassizistisches Gewächshaus mit einer Reihe von Arkaden davor; davor liegt ein reicher Rosengarten mit Statuen, darunter der wertvolle „Pastore d'Arcadia“.
Die zahlreichen Alleen, die sich durch den Park ziehen, sind schließlich mit Bänken und weiteren Statuen verziert, die Gottheiten der klassischen Mythologie zeigen und venezianisch-barocker Machart sind.

### Besucherroute

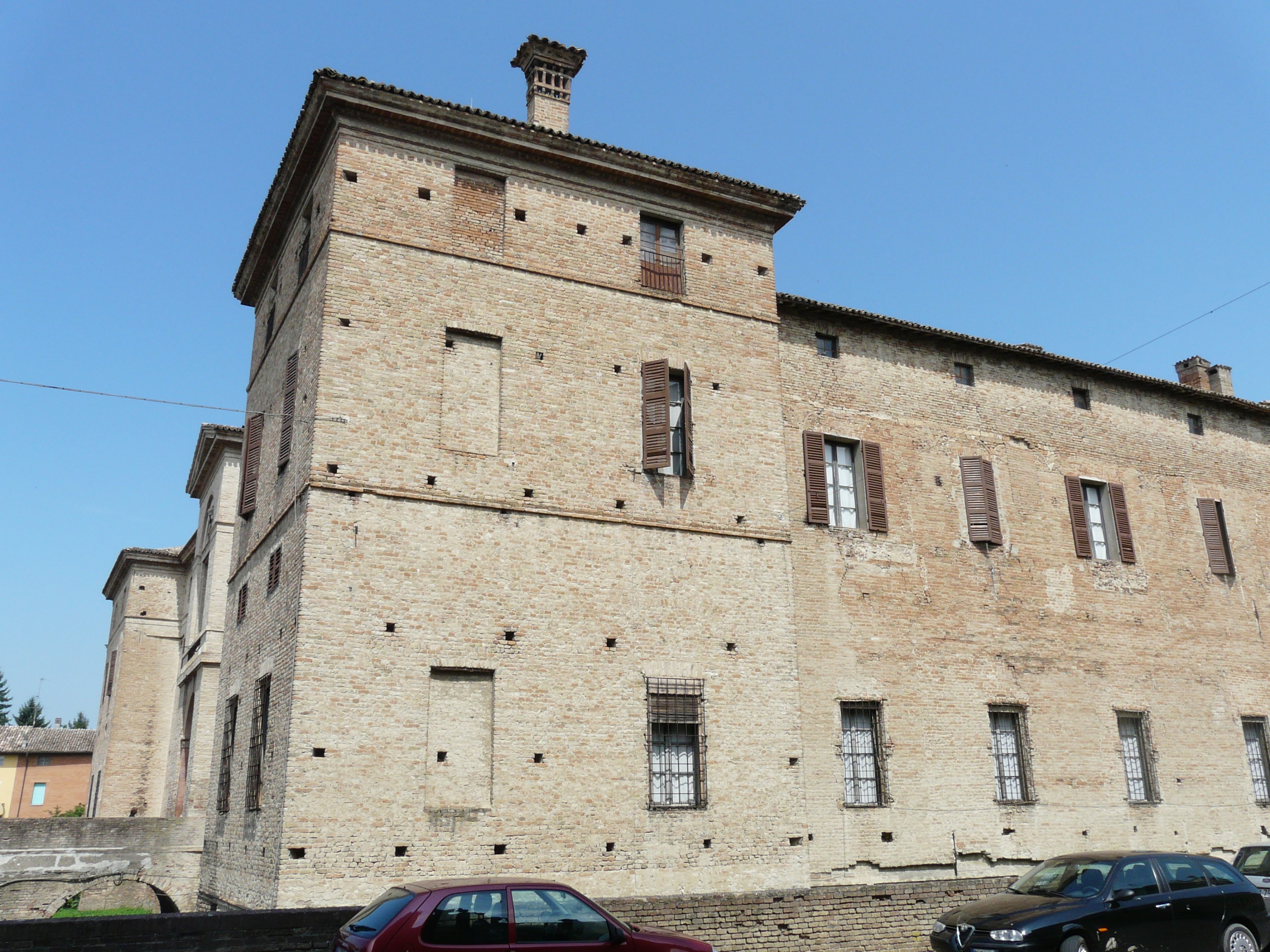
Südostturm

Die Burg ist der Öffentlichkeit zugänglich und ist Teil des „Circuito dei Castelli“ der Associazione dei Castelli del Ducato di Parma, Piacenza e Pontremoli.
Besucht werden können neben dem Innenhof mit der Vorhalle der Baglione-Saal, der Gelbe Saal, die Kammer der Braut, der Bocchirale-Saal, der Rote Saal, der alte Billardsaal, der Stucksaal, die Galerie der Dichter, die Heiligkreuzkapelle, die kleine Festung, der Speisesaal, der Waffensaal, die Galerie der Mönche, die Ehrentreppe, die Große Galerie, der Saal der starken Frauen, der Thronsaal, das Schlafzimmer der Brautleute und der Vergoldete Salon.

## Die Legende der Donna Cenerina
Der Legende nach soll in den Mauern der Burg der Geist von Cassandra Marinoni (bekannter unter dem Namen „Donna Cenerina“) wandern, vielleicht wegen der Blässe ihres Teints oder ihrer Haarfarbe oder der Kleidung, die sie während ihrer Erscheinungen tragen soll.
Die Markgräfin, die Gattin von Diofebio II. Meli-Lupi, wurde 1573 von ihrem Schwager Giulio Anguissola barbarisch erstochen, während sie ihre Schwester Lucretia in Cremona besuchte, die ihrerseits wegen Erbstreitigkeiten erschlagen wurde, und erschien am folgenden Tag auf der Rocca di Soragna.
Das furchtbare Verbrechen, das der damaligen Bevölkerung durch den Kopf ging, blieb dennoch ungesühnt.
Seit damals, so sagt man, erscheint ihr Geist zu besonderen Gelegenheiten, vor allen Dingen, um den Tod ihrer Nachfahren in der Burg anzukündigen oder, wenn die Gäste auf der Burg nicht willkommen sind. Bei solchen Gelegenheiten wird ihre Anwesenheit von eigenartigen und beunruhigenden Phänomenen begleitet, wie dem Knallen von Türen, plötzlichen Geräuschen, unerklärlichem Knarren und Zerbrechen von Gläsern.